# 澳門大学
澳門大学（マカオ大学）（英語: University of Macau、公用語表記: 中国語: 澳門大學, ポルトガル語: Universidade de Macau）は、マカオ・タイパ（氹仔）地区に本部を置くマカオの公立大学。1981年創立、1981年大学設置。大学の略称は澳大、UM。マカオ唯一の公立総合大学であり、学生数は約12,500名（うち大学院生約5,000名）、教員数は約600名である。2023年12月より、「中国のアイビーリーグ」とも言われる九校連盟（C9+ League）に正式加盟した。

## 概要
2014年に移転した新キャンパスは、マカオのタイパ島から川を挟んだ対岸、中国広東省珠海市の横琴島上に位置するが、行政上はマカオ政府の管轄区とされ、マカオの飛び地のようになっている。大学の住所も「中國澳門氹仔　大學大馬路」となっており、タイパ（氹仔）地区の一部として扱われている。
大学の周囲は堀と川で囲まれ、珠海市横琴島側から陸路でキャンパス内に入ることはできない。大学内に入るための方法は２つあり、１つは横琴島対岸のタイパ島に入り口のある海底トンネルを経由する方法である。トンネルは、自動車用の通路と徒歩・自転車用の通路が存在し、出入り口も別になっている。もう１つの方法は、横琴口岸とキャンパスを結ぶ橋を経由する方法である。自動車用の経路のほか、歩行者通路も開かれている。マカオ半島部やタイパ島からトンネルを通ってアクセスする場合は71番, 72番, 73番の路線バス、横琴口岸から橋を通ってアクセスする場合は701X番およびN6番（夜間のみ）の路線バスを使って大学に入構することができる。
マカオの社会を反映し、学生全体ではマカオ出身者が約50%、中国本土出身者が約46%と大部分を占めるほか、ポルトガル語圏（ポルトガル、ブラジル、モザンビークなど）や、アメリカ、ヨーロッパ、その他世界中からの学生が集う 。マカオ出身の学部学生を一定の割合以上に保つルールが存在するため、学部課程の学生の約70%がマカオ出身であるが、大学院修士課程では約33%、博士課程では更に低く約7%がマカオ出身者で占められている。
講義は、語学の授業および社会人向け修士・博士課程の一部を除き英語で行なわれるが、学生や教職員の間では中国語や広東語、ポルトガル語なども話される。
2010年から、いわゆる居住式カレッジ制度（中国語では「書院」と呼ばれる ）を導入している。2014年のキャンパス移転に伴い、この規模を拡大し、現在では10の書院が運用されている。
人文、社会科学、経営管理、科学技術などの7つの学院（学部）と、数多くの研究所がある。また、ジョイントメジャー制度をとっており4年間で2つの学士学位が取得できる。
イギリスの教育専門誌『タイムズ・ハイアー・エデュケーション』による2025年版のTHE世界大学ランキングでは180位、同じくイギリスのクアクアレリ・シモンズ（QS）社による2025年版QS世界大学ランキングでは245位にランクインした。マカオからは他に澳門科技大学が251-300位（THE）、464位（QS）にランクインしている。

## 沿革
1981年3月に、「東亜大学」の名で私立大学として創立され、ポルトガル領マカオの最初の大学となる。当時は英国の教育システムを採用、3年制の学部教育で使用言語は英語、学生の多くは香港出身であった。
1988年には政府出資のマカオ基金会が買収し公立大学に改組され、4年制大学に拡張される。1991年、「澳門（マカオ）大学」に改称、現在に至る。
2001年からは、大陸出身者（現在は14の省と市）の入学生の受入を始めており、マカオの急激な経済成長とともに、大学の規模も近年、拡大を続けている。
2013年までのキャンパスはタイパ島の丘陵に位置し、マカオ国際空港より車で10分の距離にあった。現在では澳門城市大学の校舎として利用されている。
2014年、マカオ対岸の横琴島（地理上は中国本土）にキャンパスを移転した。

## 構成
澳門大学はおもに7つの学院（日本の大学における学部に相当）で構成されている他、いくつかの研究所が併設されている。各学院内部にはいくつかの学科が設置されており、学部学生や大学院生はいずれかの学科に所属し、学士・修士・博士の学位取得に向け学問を修める。これに加え、学部学生は上述の書院（居住式カレッジ）のいずれかにも所属し共同生活を送ることで、人格を陶冶することが期待されている。

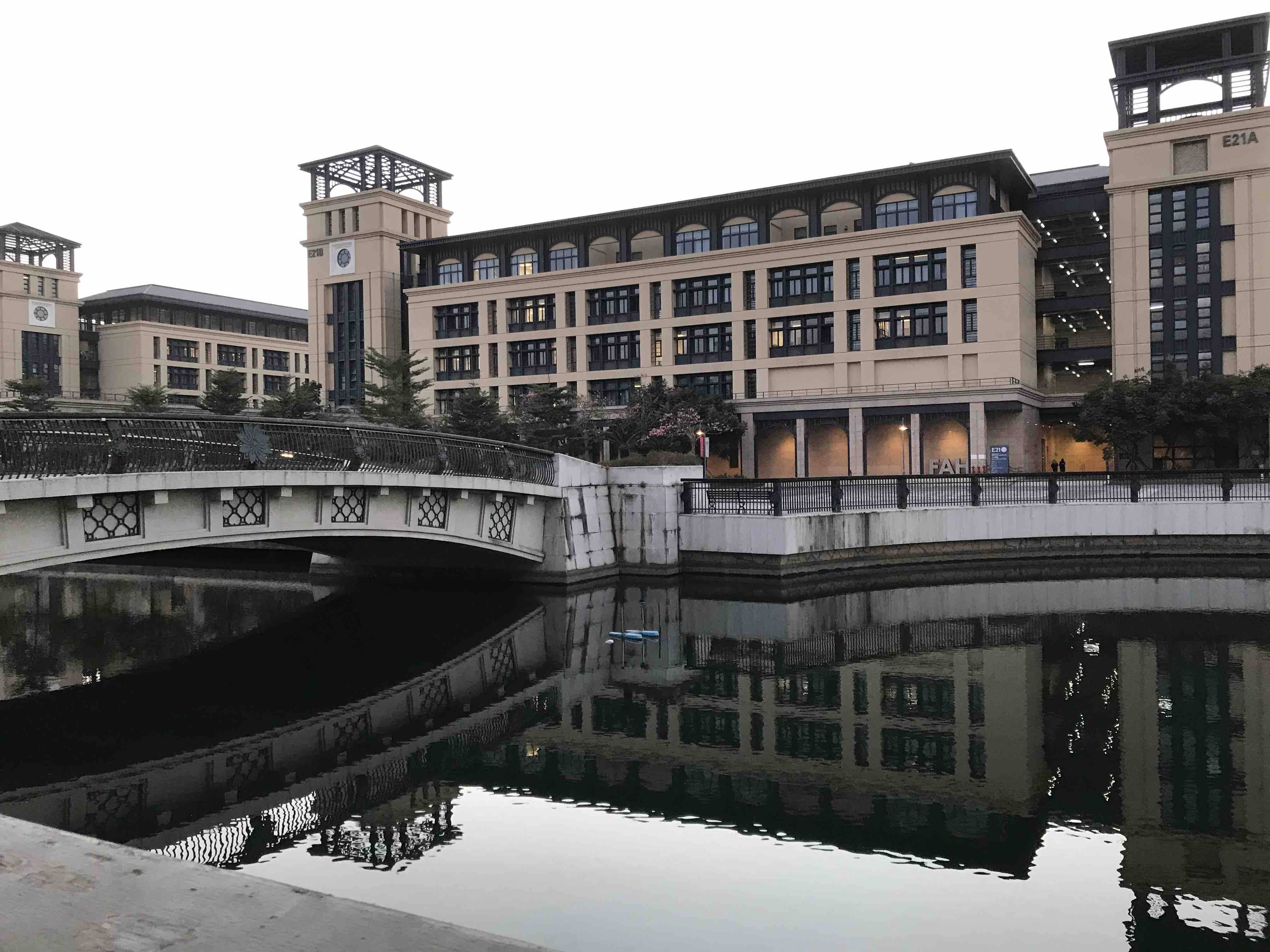
人文学院と社会科学学院の校舎

### 人文学院
中国語と中国文学、英語、歴史、哲学と宗教学、ポルトガル語、日本研究の各学科からなる。

### 社会科学学院
コミュニケーション、経済学、政治学・行政学、心理学、社会学の各学科からなる。

### 健康科学学院
生物医科学、薬学、公衆衛生と医薬品の管理の各学科からなる。

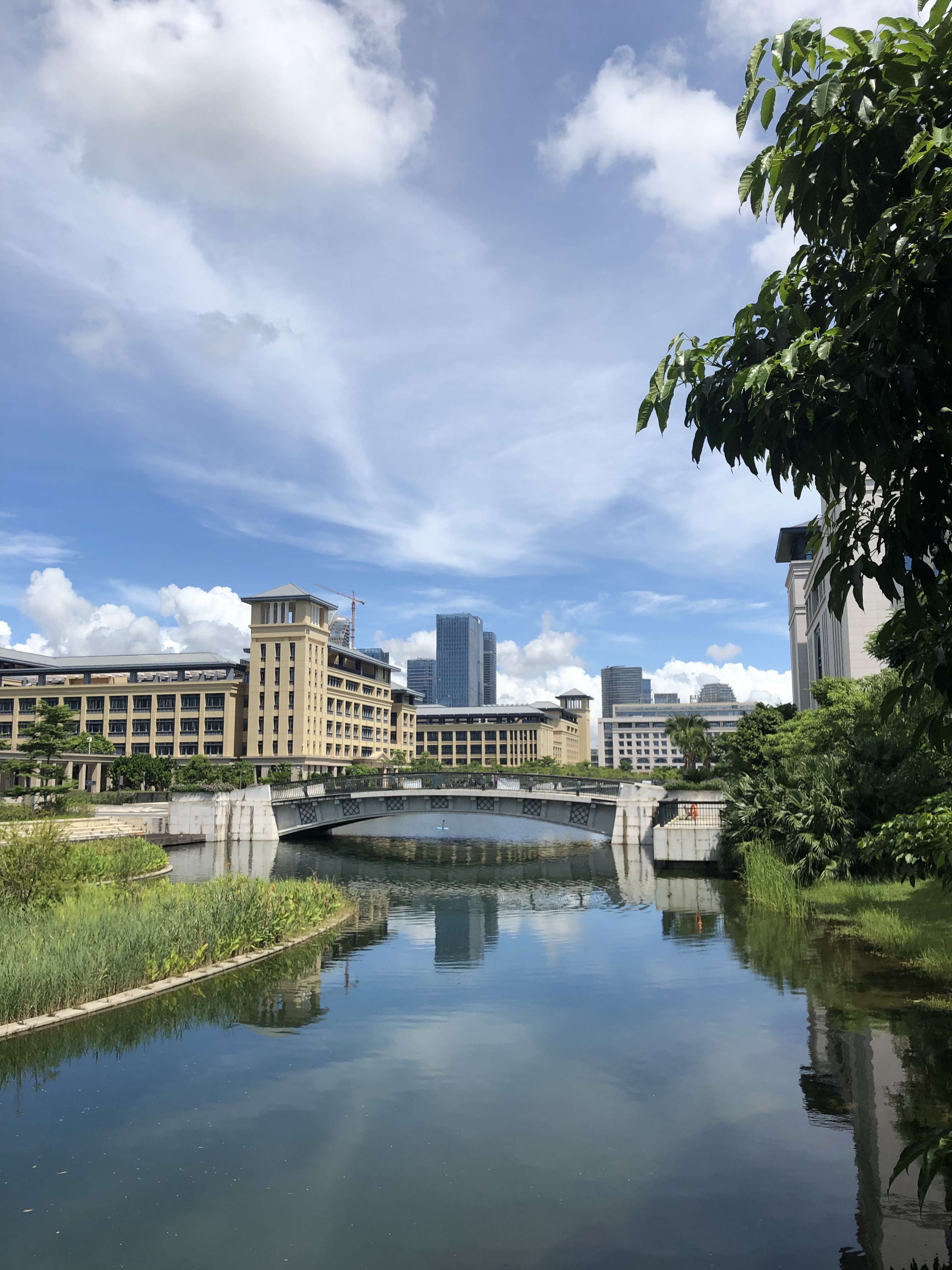
健康科学学院と理工学院の校舎

### 工商管理学院
会計と情報管理、金融とビジネス経済、統合型リゾートと観光管理、経営とマーケティングの各学科からなる。ほかに、2年制のMBAコースを設置。学部、修士、博士課程ともに最も学生数が多い。

### 理工学院
土木環境工学、コンピュータ情報科学、電気およびコンピュータ工学、電気機械工学、数学、物理学と化学、の各学科からなる。数十の実験室を併設。課程は、米国の教育プログラムにしたがって行なわれている。

### 教育学院
中国語教育、英語教育、数学教育のほか、就学前教育、小学校教育の各学科からなる、ほかに、5つの修士学位課程を設置。一部の課程では、中国語が授業で用いられる。

### 法学院
1980年代末に創設。当時は、ポルトガル法の学科だけであった。その後、ポルトガル法律学の修士課程のほかに、英国法、国際比較商業法の修士課程が設置された。
また、各級裁判所と検察院のための司法官育成訓練として、マカオ司法訓練センターが1994年に創設。中国籍の教員の多くは、マカオやオーストラリアの司法官、検察官出身である。

### 研究所
人文社会科学高等研究所、応用物理材料工学研究所、中国医学研究所、共同イノベーション研究所、マイクロエレクトロニクス研究所、マカオ研究センター、アジア太平洋経済経営学院。
| 年     | 月 | 事跡                                                                      |
| ------ | -- | ------------------------------------------------------------------------- |
| 1993年 | 9  | 日本研究センタを設置                                                      |
| 2011年 | 1  | アナログおよびミックスドシグナルの国家重点実験室 非常に大規模な統合を設置 |
| 2011年 | 1  | 中医学の品質研究の国家重点実験室を設置                                    |
| 2018年 | 8  | スマートシティのためのモノのインターネットの国家重点実験室を設置          |

## 図書館
澳門（マカオ）大学図書館は、マカオで最大の図書館である。面積は30,000平方メートル、座席数は400の7階建ての建物。蔵書数は、書籍が790,000冊、定期購読雑誌が6,000、中国古文書が24,000である。また、澳門（マカオ）大学出版局もこの中に位置する。

## 学外提携
1991年以降、世界の250を超える研究機関と提携。また、欧州、日本、フィリピン、ニュージーランド、米国の各大学との交換留学制度を設けている。
- 日本の主な提携校
  - 長崎県立大学
  - 釧路公立大学
  - 国際教養大学
  - 上智大学
  - 慶應義塾大学
  - 創価大学
  - 帝京大学
  - 東京経済大学
  - 志學館大学
  - 立命館アジア太平洋大学
  - 沖縄国際大学

## 校舎
- 図書館
- ギャラリー
- 大学会館
- 知恵の壁
- 管理棟
- スポーツコンプレックス
- 科学研究拠点
- 中央教育棟
- 学生活動センター
- ショッピングセンター
- スタッフクォーター
- 大学院生住宅
- 学部